# Xã Golden Lake, Quận Mississippi, Arkansas
Xã Golden Lake (tiếng Anh: Golden Lake Township) là một xã thuộc quận Mississippi, tiểu bang Arkansas, Hoa Kỳ. Năm 2010, dân số của xã này là 975 người.